# Heteropoda debalae
Heteropoda debalae är en spindelart som beskrevs av Biswas och Roger Roy 2005. Heteropoda debalae ingår i släktet Heteropoda och familjen jättekrabbspindlar. Inga underarter finns listade i Catalogue of Life.